# Ulica Władysława Sikorskiego w Braniewie
Ulica Władysława Sikorskiego w Braniewie – najdłuższa ulica Braniewa, jedna z najważniejszych arterii komunikacyjnych miasta, jest w całości częścią drogi krajowej nr 54. Do 1945 roku ulica nosiła nazwę Malzstraße. W czasach Polski Ludowej natomiast była to najpierw ul. Wandy Wasilewskiej, w latach 1947–1990 ul. gen. Świerczewskiego. Współczesna nazwa ulica Sikorskiego została wprowadzona z dniem 1 grudnia 1990.

## Historia

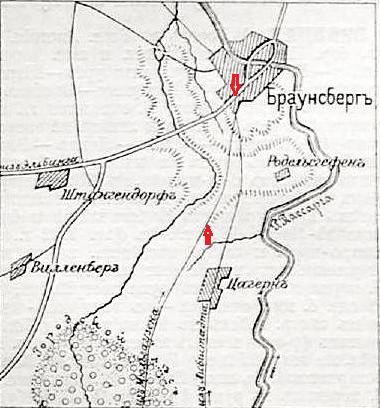
Zaznaczona ul. Sikorskiego na mapie z pocz. XX w. (Военная энциклопедия Сытин, 1911–1915)

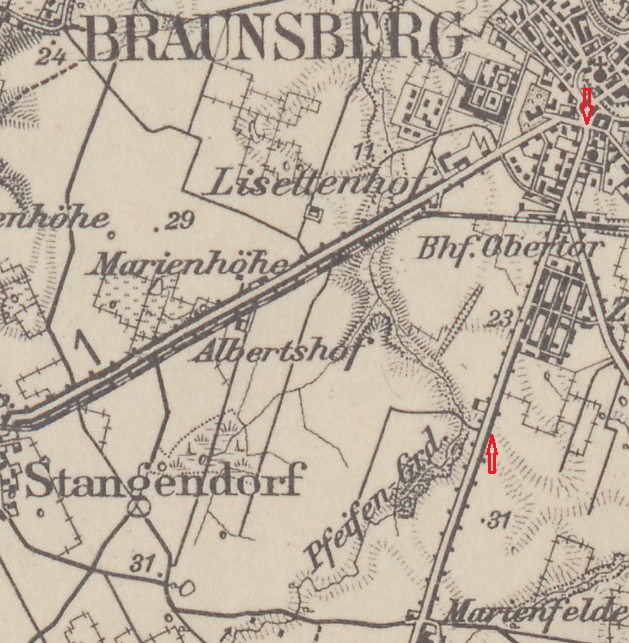
Ul. Sikorskiego na mapie z 1940

Pierwotna nazwa ulica Malzstraße pochodziła od niem. słowa Malz oznaczającego słód, gdyż przy tej ulicy położone były budynki słodowni, w których słodowano zboża. Słód ten następnie wykorzystywano w procesie warzenia piwa. Bogata tradycja warzenia tegoż napoju w Braniewie sięga do XVI wieku, a miasto słynęło na całej Warmii z powodu jego znakomitości. Jedną z pierwszych słodowni przy tej ulicy Lutterberg wymienia w 1782, przy okazji jej sprzedaży przez miasto Johannowi Czodrowskiemu.
Malzstraße była ulicą wysuniętą na południe poza mury Starego Miasta i wchodziła pierwotnie w skład Fromborskiego Przedmieścia. Zapewne z powodu jej oddalenia od centrum w czasie epidemii cholery funkcjonował przy tej ulicy lazaret dla osób chorych (zobacz: dżuma na Warmii 1708–1711).
Do czasu otworzenia bram miejskich w Braniewie oprócz stodół słodowników znajdowało się przy Malzstraße zaledwie kilka domów. Gdy w 1772 otwarto na stałe bramy miasta, nastąpił ożywiony rozwój przedmieść, w tym Fromborskiego Przedmieścia, a wraz z nimi rozwój tejże ulicy.
W 1845 roku ulicom w Braniewie nadawano urzędowe nazwy; wówczas Malzstraße zachowała swą zwyczajową, acz ugruntowaną dotychczasową nazwę.
Z ulicą Sikorskiego wiąże się również historia wodociągów miejskich w średniowiecznym Braniewie. Otóż wzdłuż tej ulicy – za domami po zachodniej stronie – poprowadzony był kunszt wodny (rurociąg) w celu zaopatrzenia ludności Starego Miasta w niezbędną wodę pitną. Woda spiętrzana była na cieku wodnym Czerwony Rów na zaporze zbudowanej w odległości ok. 2 km na południowy zachód od miasta. Tam postawiono groblę tworząc zbiornik wodny Pfeifengrund (Staw Rurowy), z którego woda płynęła drewnianymi rurami do położonego niżej miasta.
Do początku XX w. ulica Sikorskiego była znacznie krótsza, miała zaledwie kilkaset metrów i kończyła się w okolicach obecnego skrzyżowania z ulicami Mielczarskiego i Stefczyka. Pewne ożywienie dla tego obrzeża miasta przyniosło wybudowanie kolei nadzalewowej (1897–1899), gdyż jedna z jej stacji Braniewo Brama (Braunsberg Obertor) umiejscowiona została przy południowym krańcu ówczesnej ulicy. Od tamtego też czasu ulicę przecina linia kolejowa na przejeździe kolejowo-drogowym.
Kolejne zmiany w rozwoju tej arterii komunikacyjnej przyniosły lata 30. XX w., gdy w 1933 na skutek przejęcia władzy przez narodowych socjalistów (machtergreifung) roku Republika Weimarska przeobraziła się w totalitarne państwo, znane jako III Rzesza. 16 marca 1935 wprowadzono w III Rzeszy obowiązkową służbę wojskową, ale przygotowania do militaryzacji państwa rozpoczęły się znacznie wcześniej. Już od stycznia 1933 władze Okręgu Wojskowego w Królewcu rozpoczęły poufne rozmowy z burmistrzem Braniewa Ludwigiem Kayserem w sprawie rozbudowy fortyfikacji Trójkąta Lidzbarskiego aż do Zalewu Wiślanego i utworzenia w mieście garnizonu wojskowego. W poufne pertraktacje włączona została przełożona generalna Zgromadzenia Sióstr św. Katarzyny Arcadia Schmalenbach, gdyż teren wzdłuż szosy do Lasu Miejskiego (Stadtwald Chaussee), na którym planowano budowę koszar, należał do klasztoru. Po odkupieniu ziemi od zakonu, w 1934 rozpoczęto wznoszenie tajemniczych budynków, które wkrótce okazały się wielkim kompleksem koszarowym. W 1935, po wybudowaniu nowych koszar, Braniewo stało się na powrót dużym garnizonowym miastem. Powiększył się też obszar miasta w kierunku południowym, a wraz z tym wzrosła również znacznie długość ówczesnej Malzstraße.
Ponadto w latach 1937/1938 roku oddano do użytku odcinek autostrady Reichsautobahn Berlin-Królewiec, przebiegający na południe od miasta, i ulica Sikorskiego zyskała znów na znaczeniu, gdyż stanowiła odtąd jeden z łączników miasta z nową autostradą III Rzeszy (podczas gdy wcześnie prowadziła jedynie do pobliskich miejscowości).
W czerwcu 1997 skrzyżowanie, będące początkiem ul. Sikorskiego, zostało zastąpione rondem. Z inicjatywy Teodory Dębińskiej-Grudzińskiej (1921–2010), żołnierza 2 Korpusu PSZ Armii Andersa, uchwałą Rady Miejskiej w Braniewie z dnia 6 maja 1998 roku rondu zostało nadane imię generała Władysława Andersa.
Na początku listopada 2001, z powodu zmniejszenia się natężenia ruchu pociągów Kolei Nadzalewowej, a także szukania oszczędności na kolei, zmieniona została kategoria przejazdu kolejowego na ul. Sikorskiego ze strzeżonego na niestrzeżony. Wiązało się to z likwidacją rogatek (zapór) w tym miejscu, które zastąpił znak B-20 (STOP).
Współcześnie ul. Sikorskiego rozpoczyna się od ronda gen. Andersa i prowadzi do granic administracyjnych miasta, stanowiąc najdłuższą arterię komunikacyjną miasta o długości ponad 2,8 km.

## Ważniejsze obiekty
- Liceum Ogólnokształcące im. Feliksa Nowowiejskiego w Braniewie
- 30-metrowa prostopadłościenna wieża ciśnień ze schroniskiem młodzieżowym (niezachowana)
- Cmentarz św. Katarzyny w Braniewie
- 9 Brygada Kawalerii Pancernej

## Galeria zdjęć

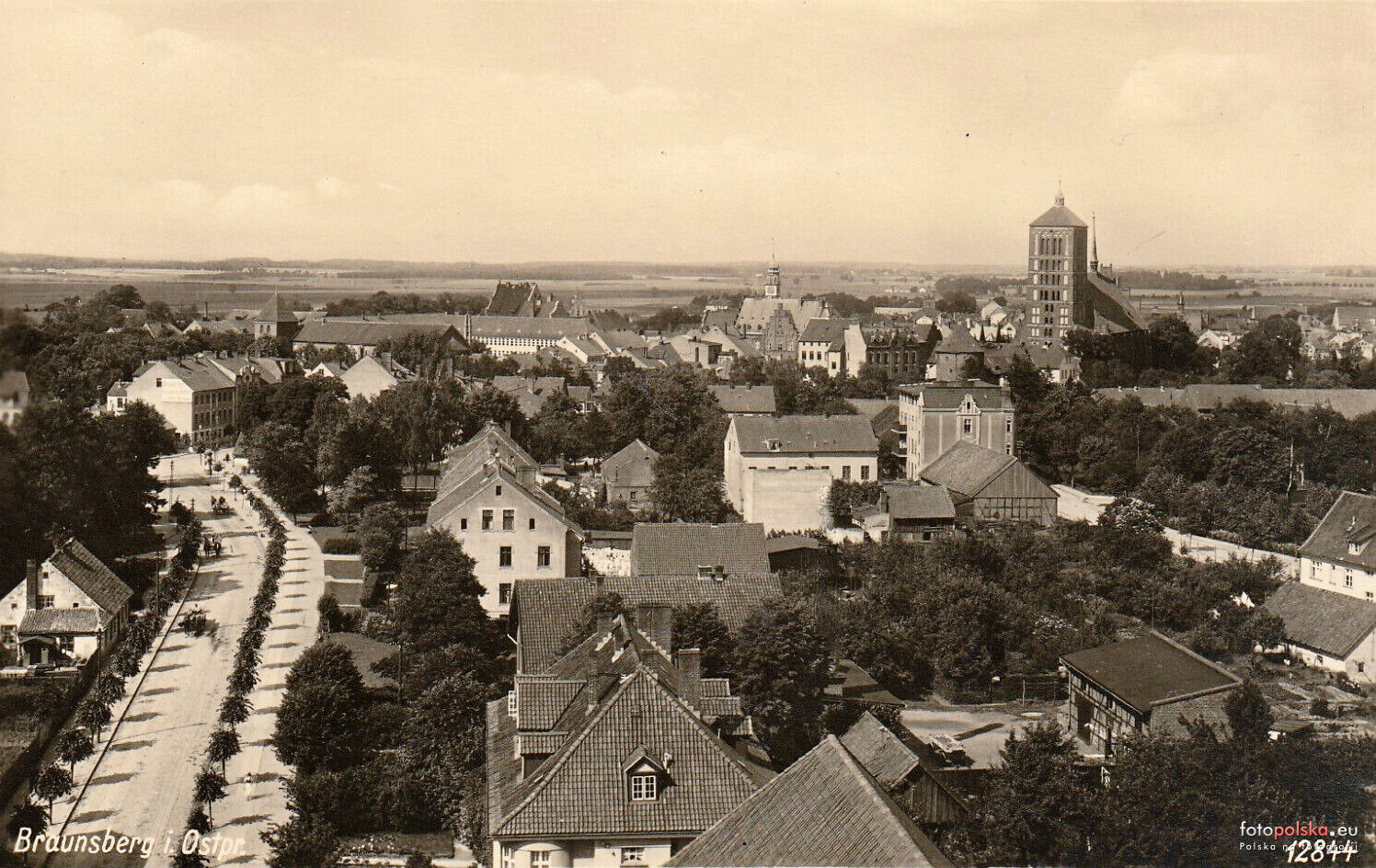
Przedwojenna panorama miasta, po lewej ul. Sikorskiego (Malzstraße)
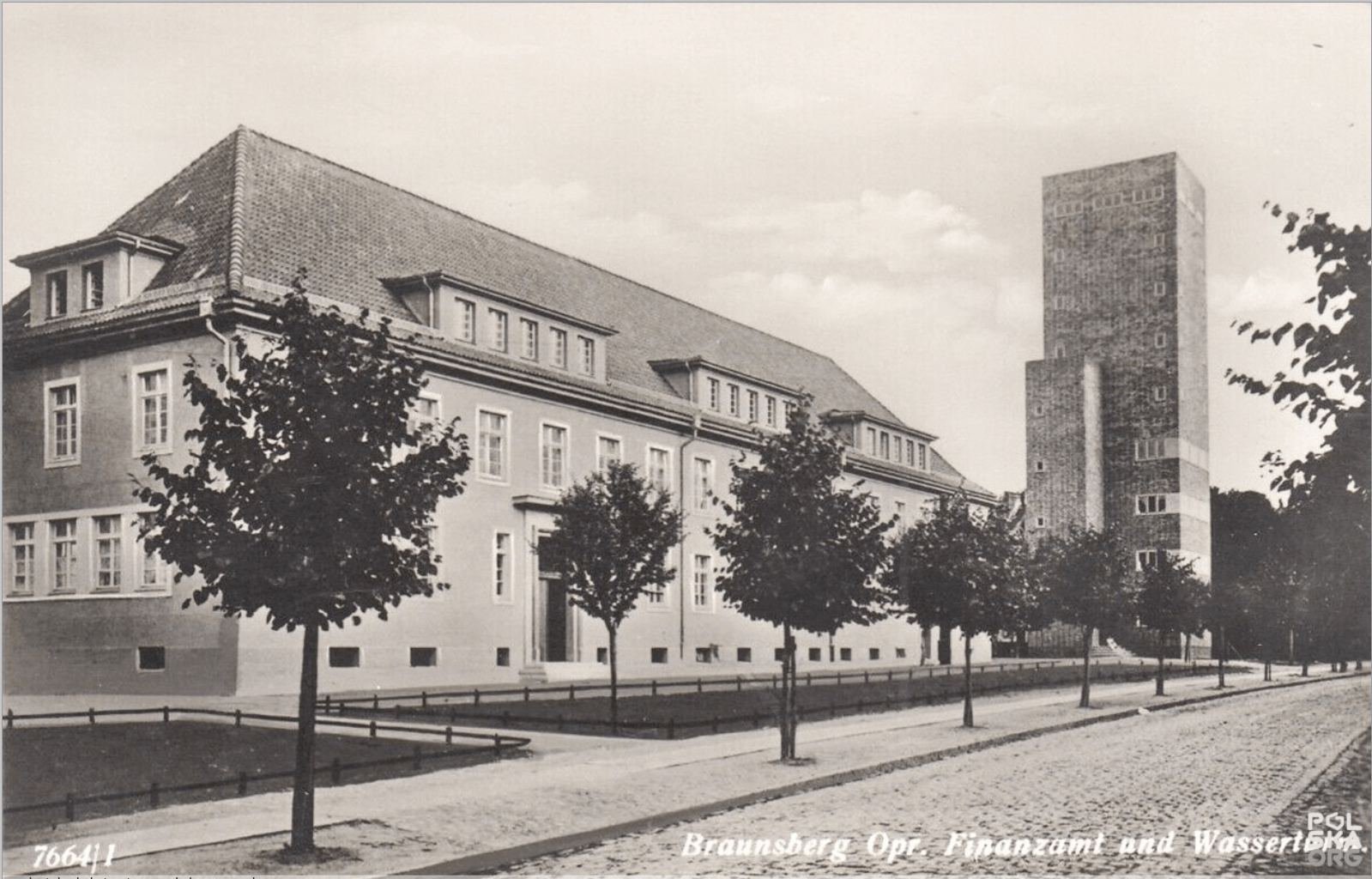
Urząd skarbowy i wieża ciśnień ze schroniskiem (proj. Kurta Fricka)
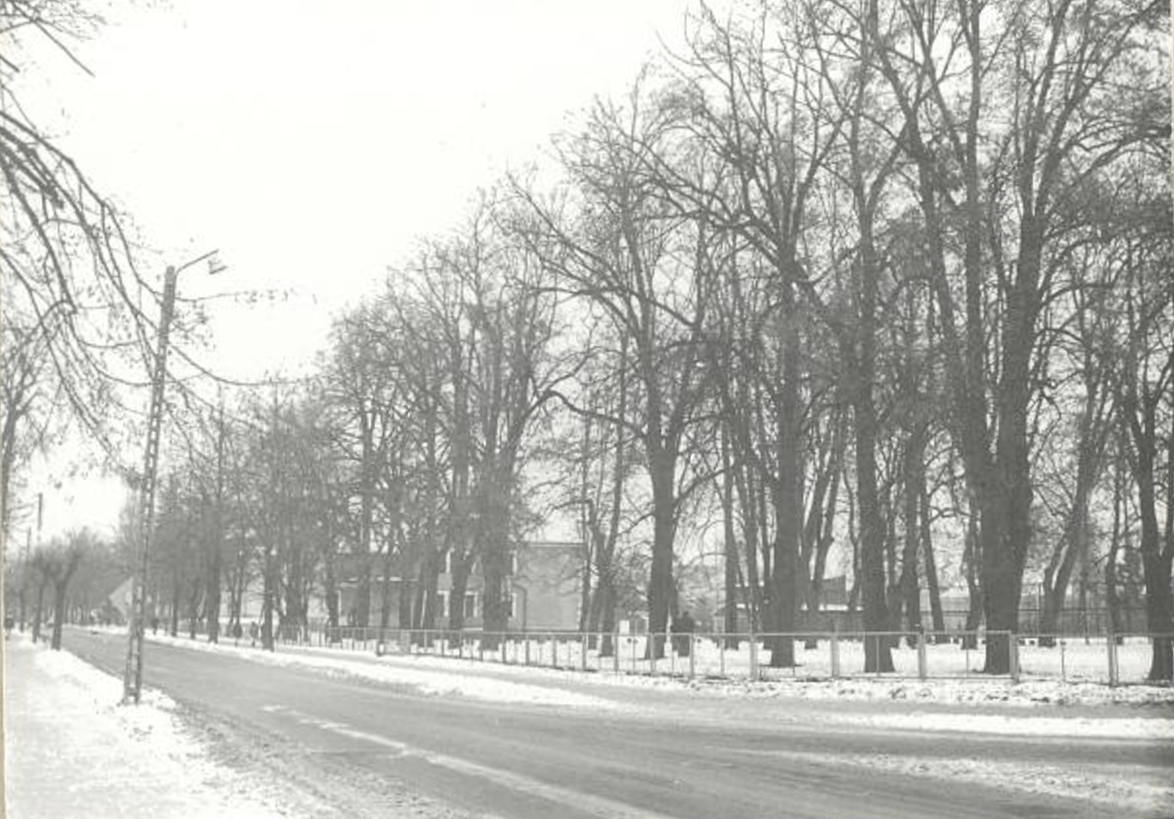
Park, były cmentarz, ok. 1993
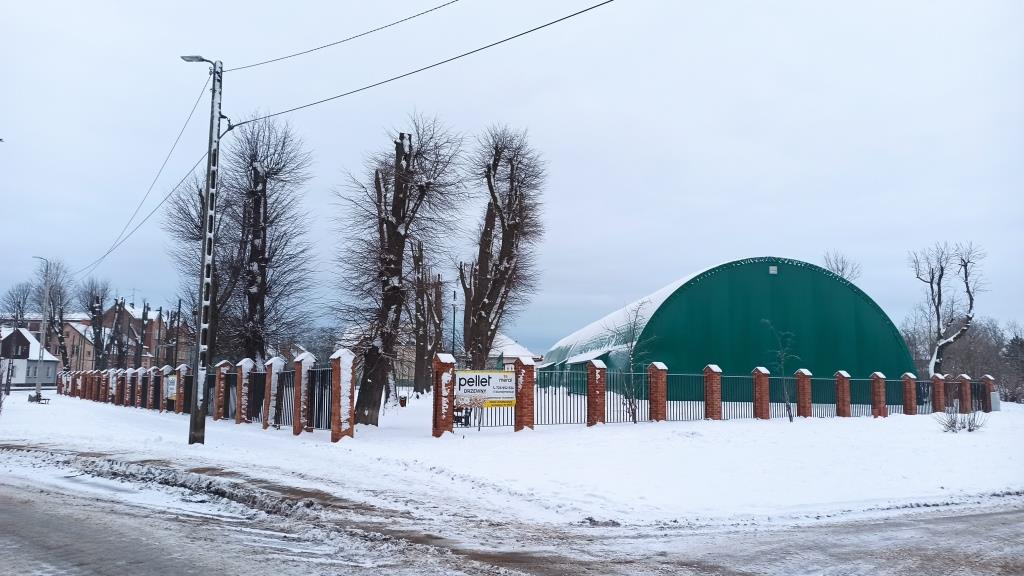
Były cmentarz, 2021, korty
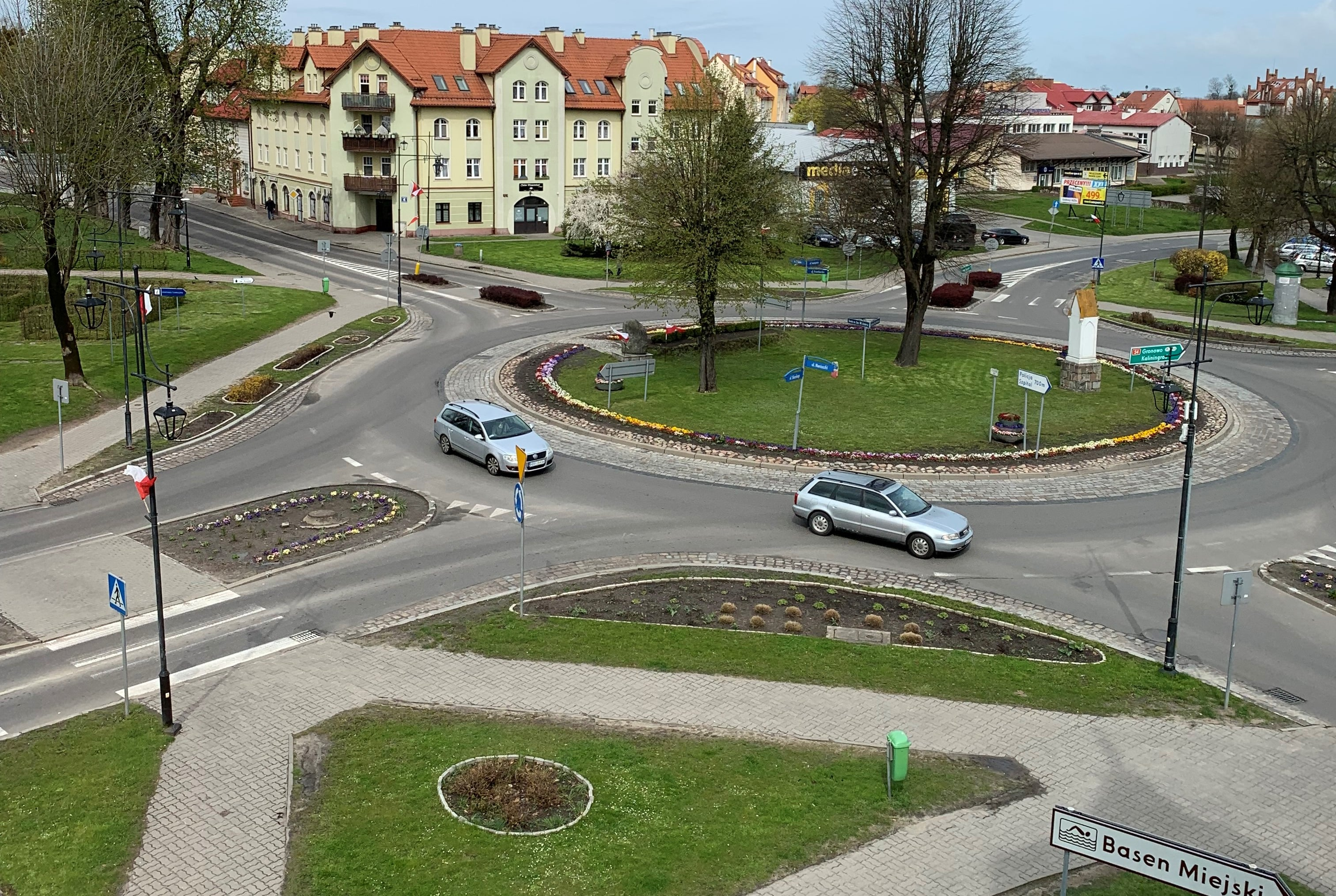
Rondo im. gen. Andersa (początek ul. Sikorskiego)
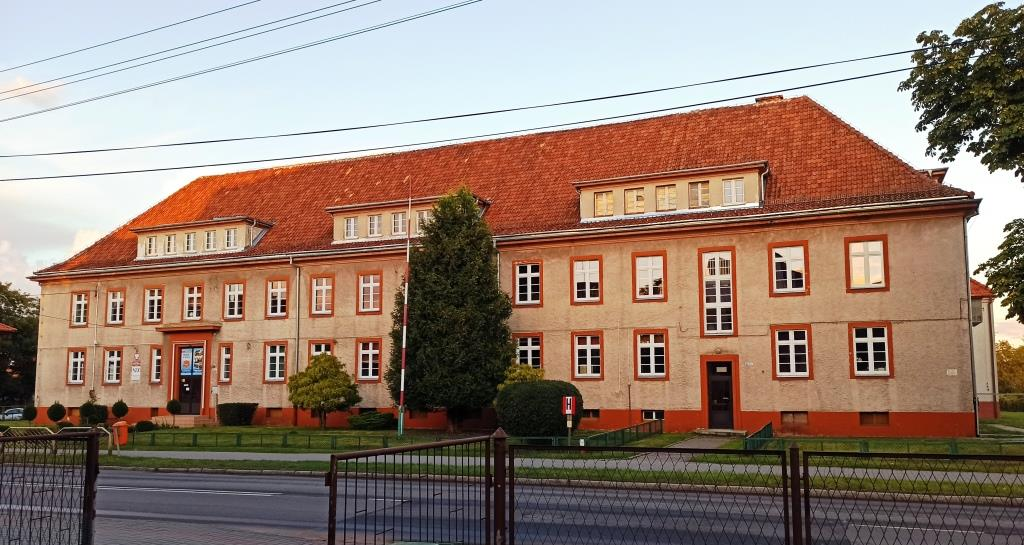
Liceum Ogólnokształcące współcześnie
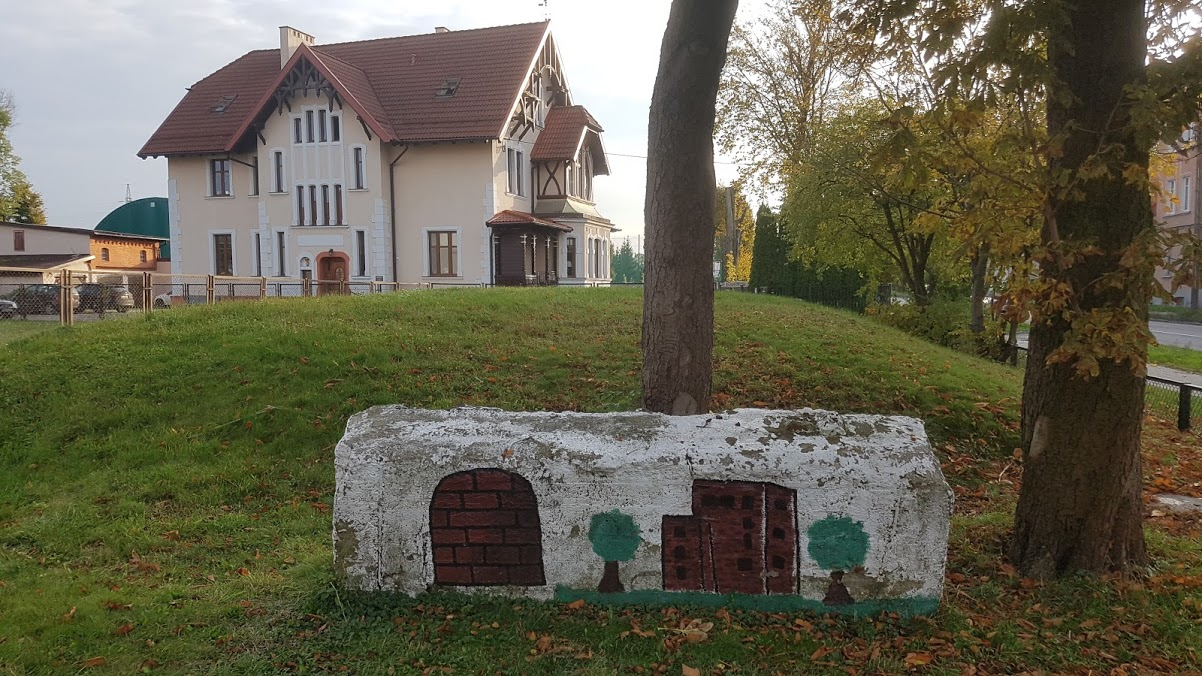
Pozostałości po wieży ciśnień